# Haironville
Haironville ist eine französische Gemeinde mit 567 Einwohnern (Stand: 1. Januar 2022) im Département Meuse in der Region Grand Est (bis 2015 Lothringen). Sie gehört zum Arrondissement Bar-le-Duc und zum Gemeindeverband Portes de Meuse. Die Bewohner nennen sich Haironvillois(es).

## Geografie
Die Gemeinde Haironville liegt in der Landschaft Barrois am Fluss Saulx, etwa 13 Kilometer südwestlich von Bar-le-Duc und 13 Kilometer nordöstlich von Saint-Dizier. Das 9,79 Quadratkilometer umfassende Gemeindegebiet wird geprägt vom schmalen Saulxtal und den sich nördlich und südlich des Tales erhebenden teilweise bewaldeten Hochplateaus, die das Flusstal um 50 Höhenmeter überragen. Im Waldgebiet Bois de Foyéim Nordosten der Gemeinde wird mit 251 m über dem Meer der höchste Punkt erreicht. Umgeben wird Haironville von den Nachbargemeinden Brillon-en-Barrois im Norden, Bazincourt-sur-Saulx im Nordosten, Rupt-aux-Nonains im Süden, Sommelonne im Südwesten sowie Saudrupt im Nordwesten.

## Ortsname
Das Toponym Haironville stammt wohl vom deutschen Personennamen Hagero ab. Die Möglichkeit der Herkunft vom französischen héron (=Reiher) besteht ebenfalls. Erstmals erwähnt wird das Dorf 1141 unter den Namen Hairunvilla und Hairunville. Über Hautonvilla (1180), Haronvilla (1402); Heronville (1700) änderte sich die Schreibweise weiter zu Hayronis-Villa und Heronis-Villa (1736) zu Haironis-Villa (1749), ehe 1793 mit Haironville der bis heute gültige Ortsname festgelegt wurde.

## Wappen
Blasonierung: „Unter silbernem Schildhapt mit zwei roten Ambossen in Blau ein silberner Reiher mit goldenem Schnabel und goldenen Stelzen, beseitet von zwei goldenen Segeln.“
Der Reiher (französisch: héron) steht für die mögliche Ortsnamensherkunft, die Ambosse symbolisieren die lange Tradition der Metallverarbeitung im Ort. Das Wappen wurde vom Heraldiker R. A. Louis entworfen und ist seit 2012 das offizielle Gemeindewappen.

## Bevölkerungsentwicklung
| Jahr      | 1962 | 1968 | 1975 | 1982 | 1990 | 1999 | 2011 | 2021 |
| Einwohner | 571  | 597  | 587  | 580  | 605  | 571  | 627  | 572  |

Im Jahr 1851 wurde mit 691 Bewohnern die bisher höchste Einwohnerzahl ermittelt. Die Zahlen basieren auf den Daten von cassini.ehess und INSEE.

## Sehenswürdigkeiten
- Château de la Forge, Schloss aus der Mitte des 16. Jahrhunderts mit mehreren Besitzerwechseln; nach dem Verfall der Gebäude seit 2015 im Besitz der Familie Frydlender, die seither behutsam restaurieren, Monument historique[6]
- Château de la Varenne, 1506 erbautes Schloss, heute in privatem Besitz
- Château de la Tour, Schlossturm aus dem Jahr 1596
- Schlosspark mit der Auszeichnung Jardin remarquable
- Église Saint-Remi (St.-Remigius-Kirche), nach drohendem Verfall 1833 rekonstruiert, 1835 bis 1871 mit drei Glocken ausgestattet
- Brücke über die Saulx aus dem 17. Jahrhundert, Monument historique[7]
- Lavoir (Waschhaus)
- Mehrere Brunnen
- Wasserturm
- Gefallenendenkmal
- Wegkreuz

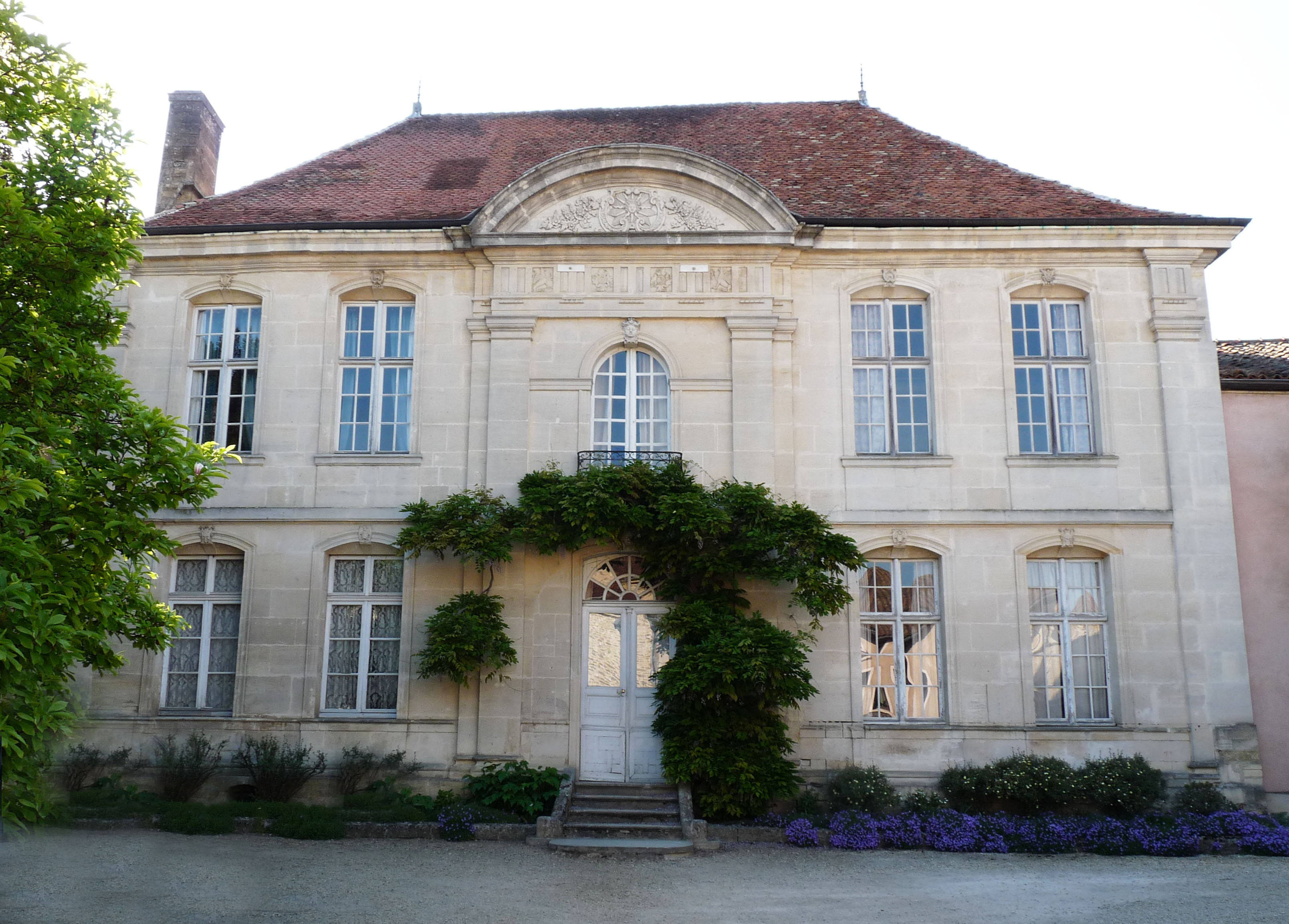
Château de la Forge
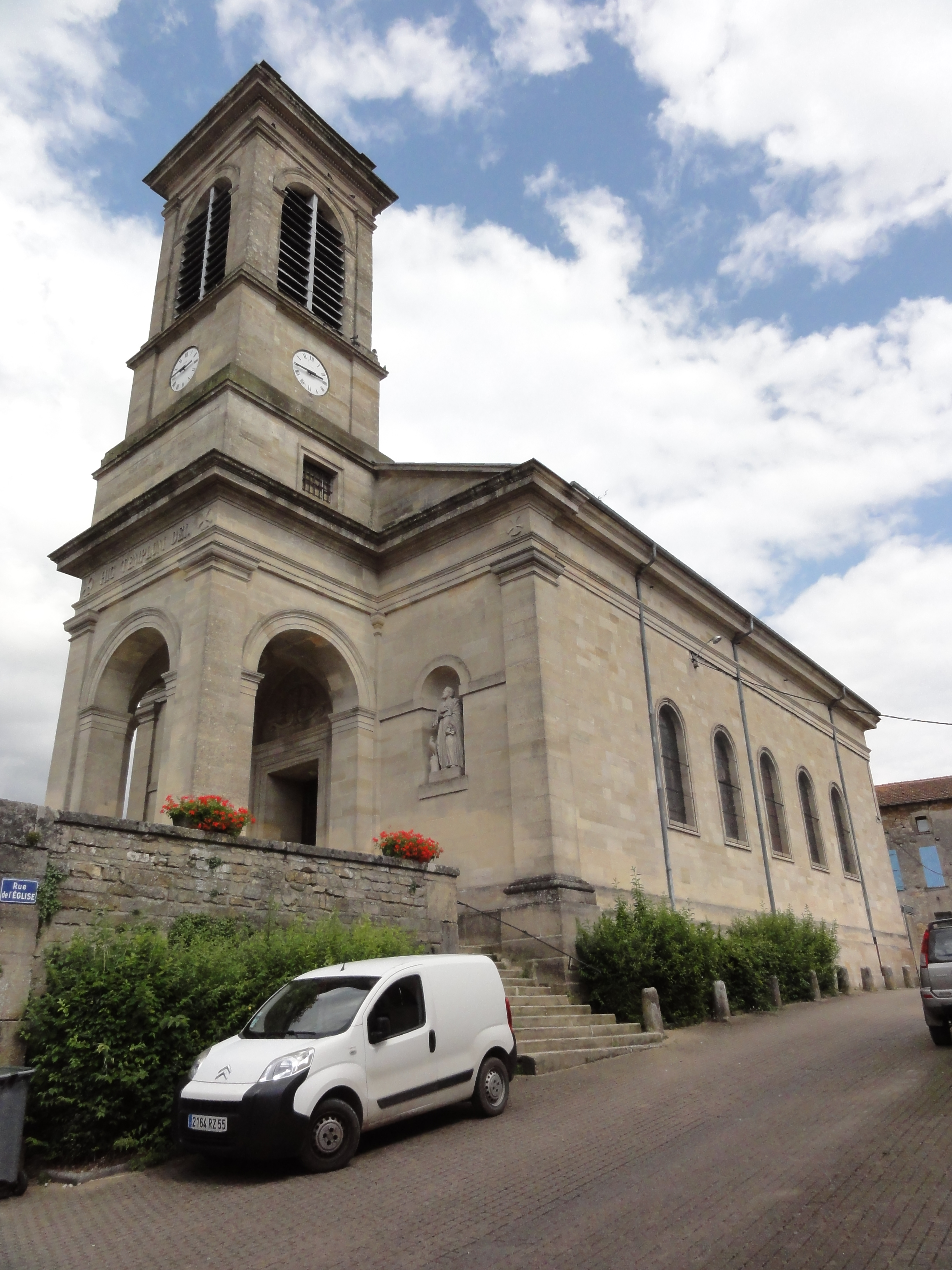
Kirche Saint-Remi
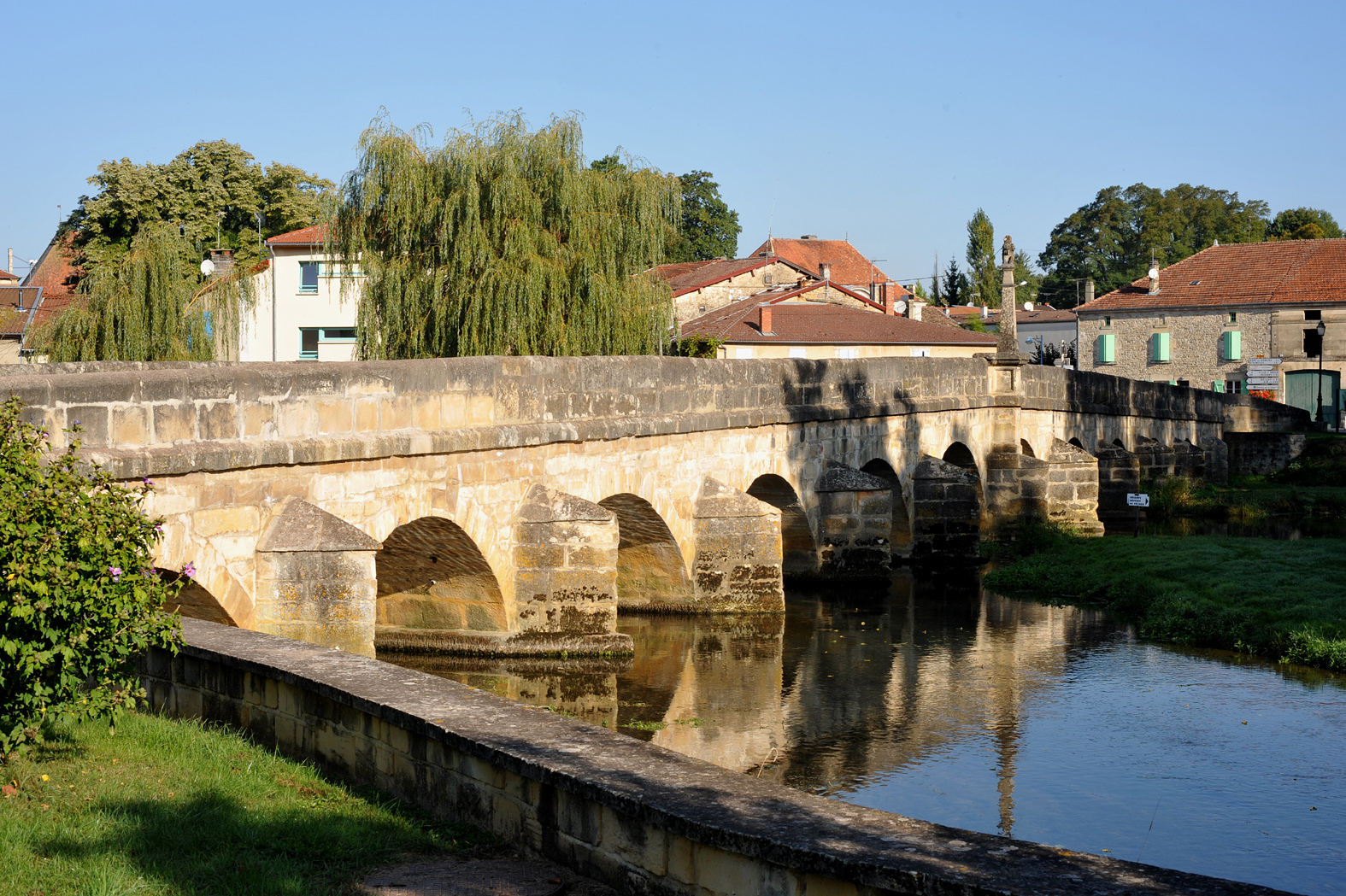
Saulxbrücke
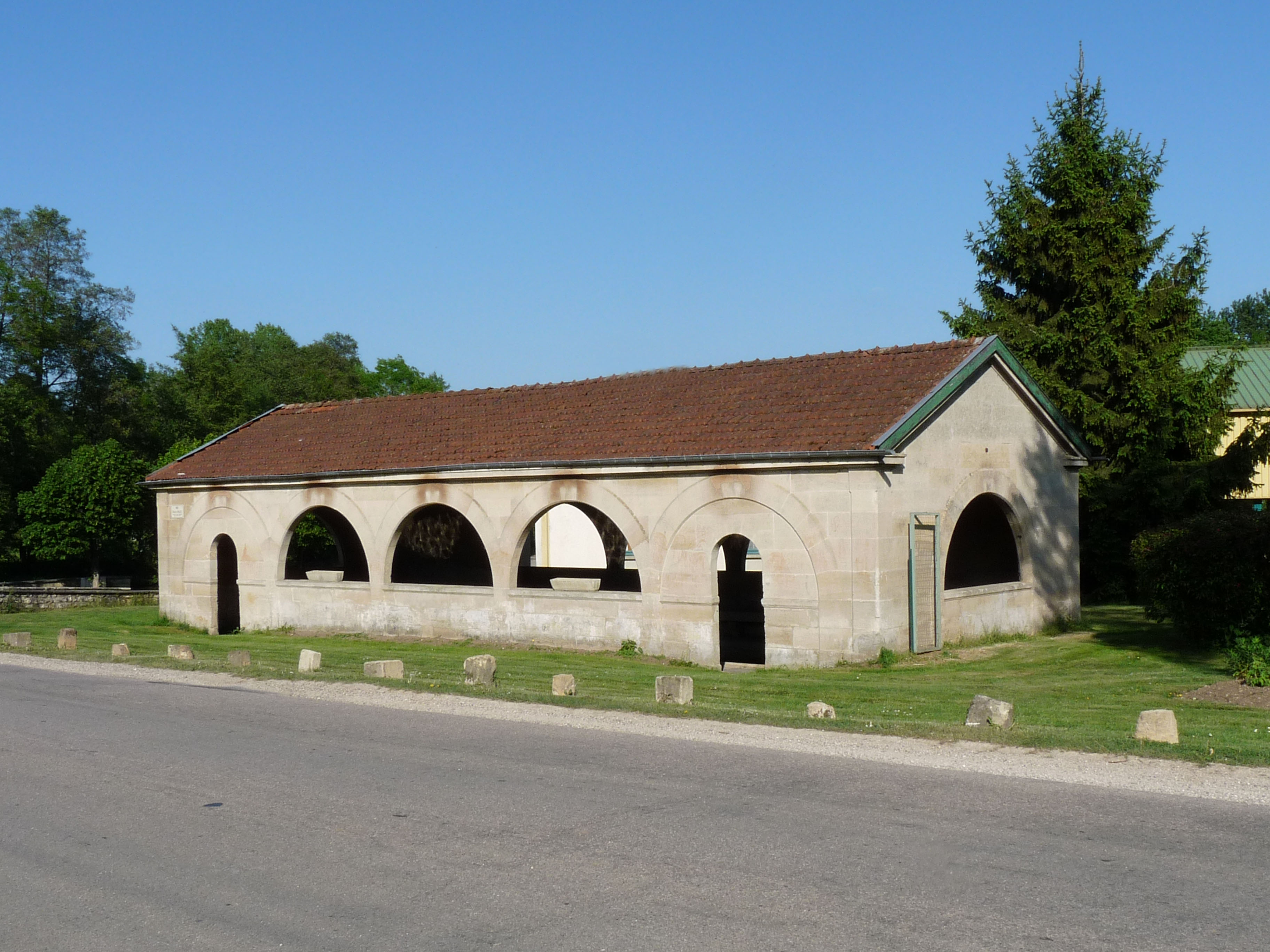
Waschhaus
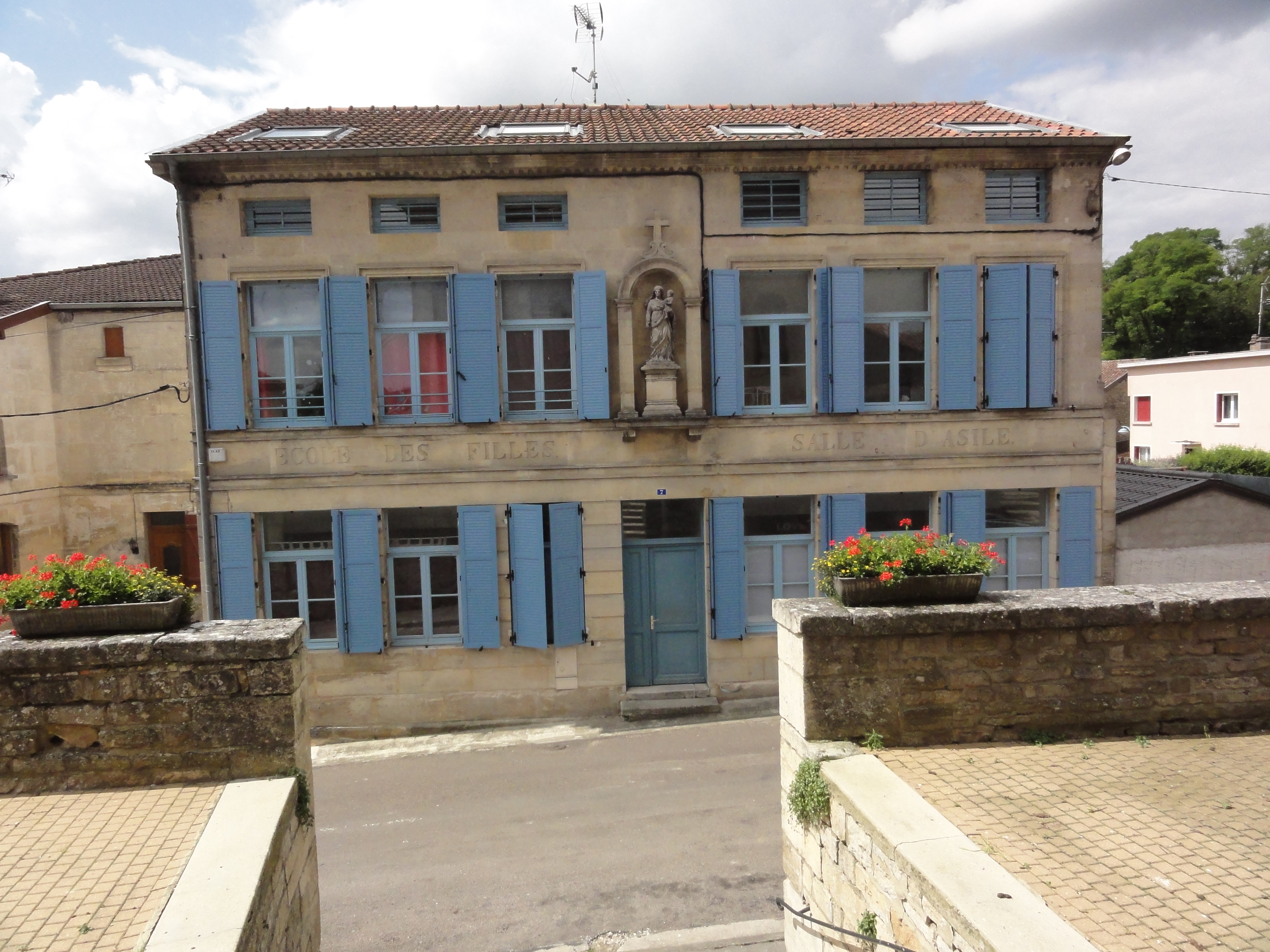
Grundschule
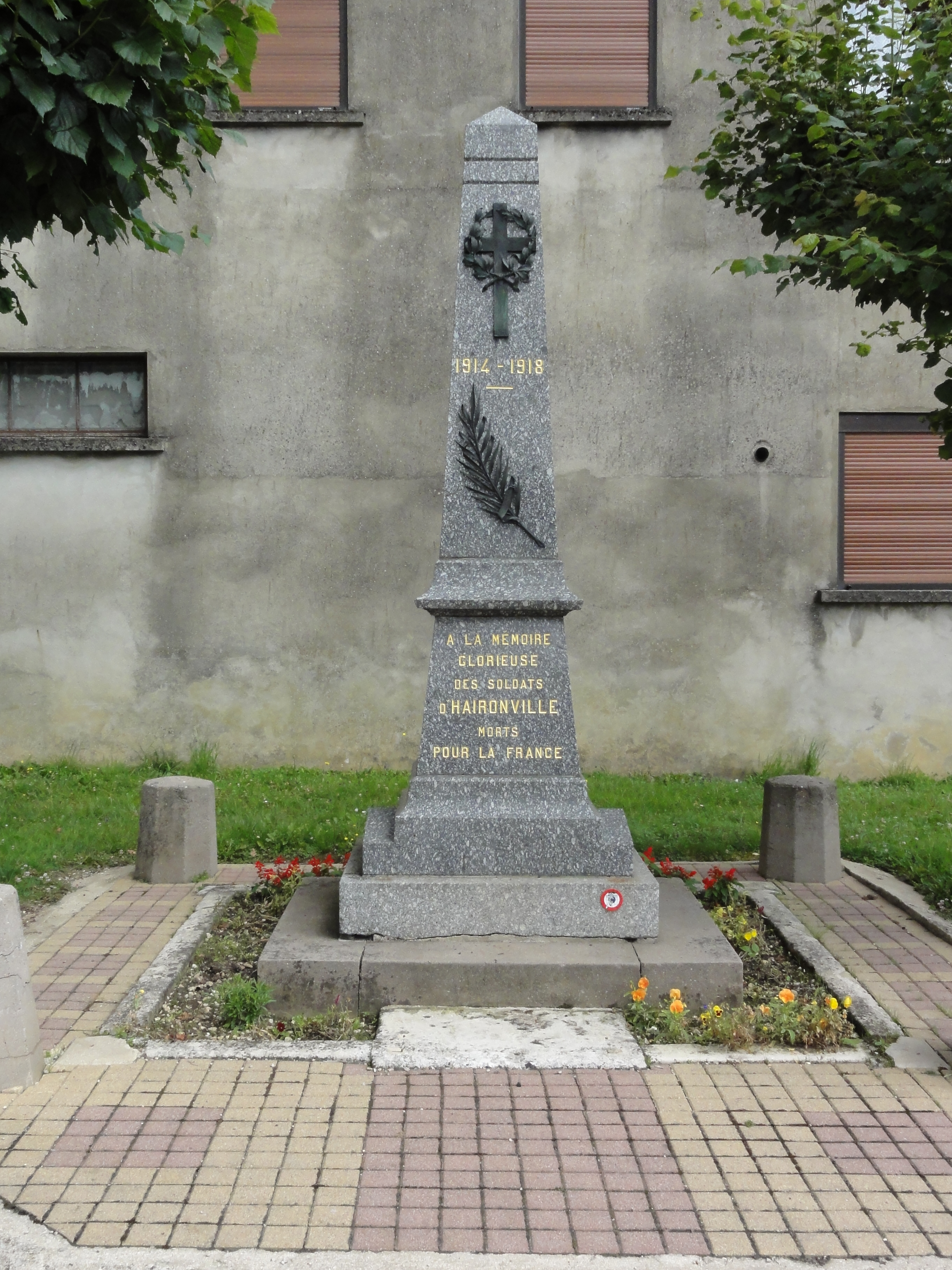
Gefallenendenkmal
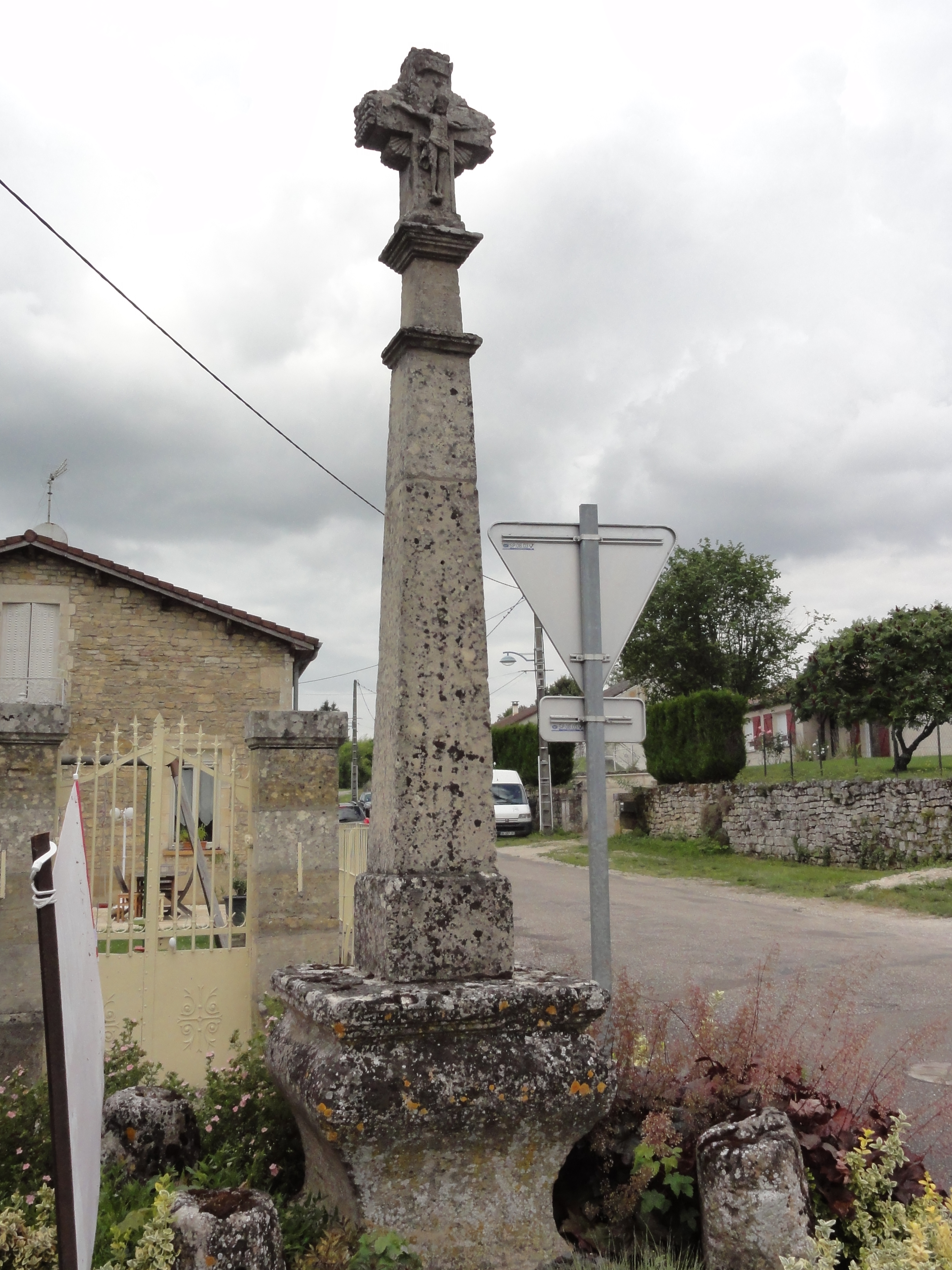
Wegkreuz

## Wirtschaft und Infrastruktur
Größter Arbeitgeber in der Gemeinde ist ein traditionsreicher Metallbetrieb, der heute zum Konzern Arcelor Mittal gehört. 1723 wurde der Betrieb als Schmiede gegründet (Forges d’Haironville). Hier wurden anfangs Moniereisen hergestellt. Heute produziert der Betrieb hauptsächlich Stahlprofile aller Art.
In der Gemeinde gibt es eine Grundschule, eine Poststelle und einige kleine Geschäfte einschließlich Bäckerei und Metzgerei. In Haironville sind darüber hinaus noch vier Landwirtschaftsbetriebe ansässig (Anbau von Getreide, Hülsenfrüchten und Ölsaaten).
Durch Haironville führt die dem Saulxtal folgende Fernstraße D 997 von Contrisson nach Stainville und die Fernstraße D 4 von Brillon-en-Barrois nach Cousances-les-Forges. Fünf Kilometer südlich von Haironville verläuft die autobahnartig ausgebaute Route nationale 4 von Saint-Dizier nach Toul mit einer Anschlussstelle. Der nächste Bahnhof befindet sich in der 13 Kilometer entfernten Stadt Saint-Dizier an der Bahnstrecke Blesme-Haussignémont–Chaumont.

## Belege
1. ↑  Ortsnamen auf haironville.net
2. ↑  Ortsname auf cassini.ehess.fr
3. ↑  Wappenbeschreibung auf genealogie-lorraine.fr (französisch)
4. ↑  Haironville auf cassini.ehess
5. ↑  Haironville auf INSEE
6. ↑  Maison dit des Bourbons in der Base Mérimée des französischen Kulturministeriums (französisch)
7. ↑  Pont sur la Saulx in der Base Mérimée des französischen Kulturministeriums (französisch)
8. ↑  Landwirtschaftsbetriebe auf annuaire-mairie.fr (französisch)